# Sąd Okręgowy w Rzeszowie
Sąd Okręgowy w Rzeszowie – organ wymiaru sprawiedliwości z siedzibą przy ul. Plac Śreniawitów 3 w Rzeszowie. Przynależy do jurysdykcji Sądu Apelacyjnego w Rzeszowie.

## Status prawny
Sąd okręgowy jest państwową jednostką organizacyjną nieposiadającą osobowości prawnej. W polskim wymiarze sprawiedliwości jest zasadą, że w pierwszej instancji orzeka sąd rejonowy, natomiast sąd okręgowy orzeka jako sąd pierwszej instancji tylko w sprawach o zbrodnie i niektóre występki. Na wniosek sądu rejonowego sąd apelacyjny może przekazać sądowi okręgowemu do rozpoznania w I instancji sprawę o każde przestępstwo ze względu na szczególną wagę lub zawiłość tej sprawy.
Sąd Okręgowy stanowi element władzy sądowniczej sprawującej wymiar sprawiedliwości na podstawie Konstytucji RP. Sposób organizacji Sądu reguluje ustawa o ustroju sądów powszechnych, a także akty wykonawcze. Obejmuje obszar właściwości sądów rejonowych w: Rzeszowie, Leżajsku, Ropczycach, Strzyżowie, Łańcucie i Dębicy.

## Struktury organizacyjne
Sądy okręgowe funkcjonują w strukturach sądów powszechnych, które rozstrzygają wszelkie sprawy z zakresu prawa karnego, cywilnego, rodzinnego i opiekuńczego oraz prawa pracy i ubezpieczeń społecznych, które nie są zastrzeżone dla innych sądów.
W Sądzie Okręgowym w Rzeszowie utworzono następujące wydziały:
- Wydział I Cywilny
- Wydział II Karny
- Wydział III Karny Odwoławczy
- Wydział IV Pracy i Ubezpieczeń Społecznych
- Wydział V Cywilny Odwoławczy
- Wydział VI Gospodarczy
- Wydział VII Wizytacyjny